# 神戸市交通局400形電車
神戸市交通局400形電車（こうべしこうつうきょく400がたでんしゃ）は、かつて神戸市交通局（神戸市電）が所有していた路面電車車両である。神戸市電の木製電車の機器を流用して製造された。

## 概要
木造電車の台車・機器を流用して製造された300形が利用客から評判を呼んだ事から、それに続いて製造が行われたのが400形である。300形と同様に神戸市電長田車庫に併設された局工場で作られた鋼製車体と木造二軸車から流用した台車・電気機器を組み合わせて製造されたが、全長は300形より640mm、窓1つ分だけ短くなった。
改造種車は以下の通りである。
- 401 - 450 ← D車（101 - 150）（1920年製造。それまでの二軸車より床面高さが低くなった。）
- 451 - 455 ← F車（171 - 175）（1922年製造。車体は局工場で製造され、300形以降の車両製造の基礎となった）
- 456 - 458 ← 電動貨車

なお401 - 410については前面窓や側面端部の窓が側面窓よりも若干小さく腰羽目よりも高い位置にあったが、以降の車両については側面窓と高さを合わせた設計に変更された。また前面3枚窓のうち左右の窓が開閉式となり、2枚窓のうち上部が下降可能となった。

## 運用
製造は1932年から1935年にかけて行われ、以降は神戸市電の主力として活躍したが、日華事変の進展と共に456 - 458の3両が満州国の新京交通へと供出された。残された車両も戦災により34両が廃車されたため、残された21両は1950年に401 - 421へと改番が実施された。1960年に3両が廃車され、1964年に残りの車両も全て廃車されたが、一部は次に述べる通り電動貨車に改造された。

### 電動貨車への改造
老朽化した従来の車両の置き換え用として、400形の一部車両は電動貨車に改造された。
- 10 - 406から改造された有蓋電動貨車。側面中央部に大型の外吊り両開き扉が、車内にはジブクレーンが設置され、各車庫への資材輸送に使用された。
- 11-15 - 5両が改造された無蓋電動貨車。車体上部が撤去され、運転台を含めて屋根は設置されていなかった。資材輸送の他、みなとの祭を始めとするイベントの際には各種装飾を纏った花電車としても使用された。